# Без права на любовь
Без права на любовь (исп. Nada personal) — мексиканская криминальная теленовелла с элементами боевика и триллера 1996 года совместными производителями телекомпании TV Azteca и телекомпании Argos Cominicacion. Является одним из первых телесериалов указанной телекомпании. Был снят в двух вариантах — 135-серийной хронометражем в 1 час и 270-серийной хронометражем в 30 минут.

## Сюжет
Шеф полиции Фернандо Гомес Миранда совершил убийство своего лучшего друга, политика Рауля де лос Рейеса и его дочери Долорес, которые попали в его засаду и были убиты. В этом преступлении выжила только Камила, старшая дочь политика, спрятавшись в багажнике автомобиля, но пули попали и туда. Луис Мария Гомес отвёз её в больницу и фактически спас ей жизнь.

## Создатели телесериала

### В ролях
1. Ванесса Акоста (Vanessa Acosta) — Paula
2. Мартин Альтомаро (Martín Altomaro) — Próspero, a.k.a. Pop
3. Моника Дионне (Mónica Dionne) — Alicia
4. Глория Перальта (Gloria Peralta) — Martha
5. Ана Кольчеро (Ana Colchero) — Camila de los Reyes
6. Кристианна Гоут (Christianne Gout) — Camila de los Reyes
7. Демиан Бичир (Demián Bichir) — Comandante Alfonso Carbajal
8. Анна Чоккетти (Anna Ciocchetti) — Elsa Grajales
9. Лупита Феррер (Lupita Ferrer) — María Dolores de los Reyes
10. Рохелио Герра (Rogelio Guerra) — Comandante Fernándo Gómez Miranda, a.k.a. El Águila Real
11. Хосе Анхель Льямас (José Ángel Llamas) — Luis Mario Gómez
12. Гильермо Хиль (Guillermo Gil) — Mateo
13. Хоакин Гарридо (Joaquín Garrido) — X
14. Энок Леаньо (Enoc Leaño) — Mandíbulas
15. Клаудия Лобо (Claudia Lobo) — Alma
16. Pilar Ixquic Mata — Rosalba
17. Виктор Угго Мартин (Víctor Huggo Martin) — Hugo
18. Лоло Наварро (Loló Navarro) — Xóchitl
19. Мария Рене Пруденсио (María Renée Prudencio) — Soraya
20. Марта Резников (Marta Resnikoff)
21. Хосефо Родригес (Josefo Rodríguez)
22. Хосе Сефами (José Sefami) — Marrana
23. Лурдес Вильяреаль (Lourdes Villareal)
24. Дуния Сальдивар (Dunia Saldívar)
25. Клаудио Обрегон (Claudio Obregón) — Raúl de los Reyes
26. Перла де ла Роса (Perla De La Rosa)
27. Карлос Арагон (Carlos Aragon)
28. Густаво Аренас (Gustavo Arenas)
29. Arquímides Bernal
30. Лорена Кабальеро (Lorena Caballero)
31. Патриция Коллазо (Patricia Collazo)
32. Мигель Кутюрье (Miguel Couturier) — Presidente de la Televisora
33. Рамон Куе (Ramón Cue)
34. Алин Куэвас (Aline Cuevas)
35. Армандо де ла Вега (Armando de la Vega)
36. Родриго Ду Роше (Rodrigo Du Rocher)
37. Jaime Escageda
38. Клаудия Фриас (Claudia Frías)
39. Camerino García
40. Альберто Гутьеррес (Alberto Gutiérrez)
41. Erika de la Llave
42. Виктор Мануэль Луна (Víctor Manuel Luna)
43. Мари Пас Мата (Mary Paz Mata)
44. Мария Елена Оливарес (María Elena Olivares)
45. Ramón Omanana
46. Рубен Овьедо (Rubén Oviedo)
47. Летисия Педрахо (Leticia Pedrajo)
48. Аугусто Пинеда (Agustín Pineda)
49. Valentina Ponzanneli
50. Javier Rives
51. Роса Мария Сальвадор (Rosa María Salvador)
52. Лаура Соса (Laura Sosa)
53. Адальберто Тельес (Adalberto Tellez)
54. Daniel Valadez
55. Симона Виктория (Simone Victoria)
56. Daniela Zamorano

### Административная группа

#### Либретто
- оригинальный текст — Альберто Баррера.

#### Режиссура
- режиссёр-постановщик — Антонио Серрано.

#### Музыка
- вокал — Армандо Мансанеро и Лиссет.
- вступительная тема заставки — Nada personal.

#### Художественная часть
- художник-постановщик — Эриель Бланко.

#### Продюсеры
- исполнительные продюсеры — Майка Бернард, Эпигменио Ибарра, Карлос Пайян и Эрнан Вера.
- ассоциированный продюсер — Мария Ауксилиадора Барриос.

## Показ вРФ
На русский язык телесериал был дублирован в 2001 году. Телесериал был показан с 30 августа 2001 года по октябрь на телеканале ТВ Центр. Показ был прерван. Затем сериал был показан для регионов полностью с 3 января 2002 по 19 июля 2002.